# Rhiganthura capricornica
Rhiganthura capricornica är en kräftdjursart som beskrevs av Gary C.B. Poore och Lew Ton 2002. Rhiganthura capricornica ingår i släktet Rhiganthura och familjen Expanathuridae. Inga underarter finns listade i Catalogue of Life.